# USS LST-583
O USS LST-583 foi um navio de guerra norte-americano da classe LST que operou durante a Segunda Guerra Mundial.